# 孔多爾希皮納山
15°59′15″S 68°27′14″W / 15.98750°S 68.45389°W
孔多爾希皮納山（Kuntur Jipiña），是玻利維亞的山峰，位於該國西部拉巴斯省，處於查查科馬尼山以西、維拉維拉山東南面、漢科科塔山東北面，屬於安第斯山脈中玻利維亞瑞阿爾山脈的一部分，海拔高度5,260米。